# Zenon Łakomy
Zenon Łakomy (ur. 1 stycznia 1951 w Gębicach, zm. 24 lutego 2016) – polski piłkarz ręczny i trener, reprezentant Polski, selekcjoner reprezentacji Polski kobiet i mężczyzn.

## Kariera sportowa

### Zawodnik
W latach 1965–1970 był zawodnikiem Chrobrego Głogów, w latach 1970–1978 Stali Mielec (z przerwą w sezonie 1971/1972, kiedy reprezentował barwy AZS Katowice). Z mieleckim klubem wywalczył Puchar Polski w 1971 i wicemistrzostwo Polski w 1975. Był reprezentantem Polski juniorów, młodzieżowym reprezentantem Polski, a w latach 1975–1975 wystąpił 25 razy w reprezentacji Polski seniorów, zdobywając 4 bramki. W 1975 zdobył brązowy medal Akademickich Mistrzostw Świata.

### Trener
W 1976 ukończył studia w Akademii Wychowania Fizycznego w Warszawie. Po zakończeniu kariery zawodniczej prowadził w Stali Mielec drużynę juniorską. W latach 1979–1984 prowadził żeńską drużynę Pogoni Szczecin, wprowadził ją jeszcze w 1979 do ekstraklasy, w 1983 zdobył mistrzostwo, a w 1984 wicemistrzostwo Polski. W latach 1984–1990 prowadził męską drużynę Pogoni, z którą w 1986 spadł do II ligi, ale w 1987 wywalczył awans do ekstraklasy. Jego największym sukcesem w tym okresie było zdobycie Pucharu Polski w 1987. Pracę w Pogoni łączył z prowadzeniem reprezentacji seniorów (1986–1990), z którą wystąpił na mistrzostwach świata grupy „B” w 1987 (3 m.) i 1989 (2 m.) oraz mistrzostwach świata grupy „A” w 1990 (11 miejsce).
W latach 90. prowadził drużyny niemieckie SV Post Telekom Schwerin (1990–1991, 1993–1996) Vfl Fredenbeck (1991–1993, 1997–2000) i TSV GWD Minden (1996/1997).
Od 2000 prowadził męską drużynę Orlen Płock. W sezonie 2000/2001 zdobył z nią wicemistrzostwo Polski i Puchar Polski, a po nie najlepszym starcie kolejnego sezonu odszedł z klubu w październiku 2001. W styczniu 2002 został trenerem Chrobrego Głogów (prowadził drużynę do końca sezonu 2001/2002), w latach 2003–2005 prowadził męską drużynę Zagłębia Lubin i w 2005 wywalczył z nią wicemistrzostwo Polski. W latach 2005–2007 był trenerem młodzieżowej reprezentacji Polski kobiet, w 2007 poprowadził ją na mistrzostwach Europy (13 miejsce). Jesienią 2006 został trenerem reprezentacji Polski seniorek, z którą zajął 8 miejsce na mistrzostwach Europy w 2006 i 11 miejsce na mistrzostwach Europy w 2007. Z tej ostatniej funkcji został zwolniony w 2008, albowiem nie uzyskał awansu na Igrzyska Olimpijskie i finały mistrzostw Europy w 2008. W kolejnych latach prowadził jeszcze ponownie Chrobrego Głogów (w meczach o utrzymanie się w ekstraklasie wiosną 2010), męską drużynę Szczypiorna Kalisz (sezon 2010/2011) i żeńską drużynę Ruchu Chorzów (runda wiosenna sezonu 2012/2013).
Jego żoną była Monika Rudnicka, mistrzyni Polski w barwach Pogoni w 1983. Jego ceremonia pogrzebowa odbyła się 29 lutego 2016 w kościele w Cieszynie Łobeskim w województwie zachodniopomorskim.